# Rachtani
Rachtani (en macédonien Раштани) est un village du centre de la Macédoine du Nord, situé dans la municipalité de Vélès. Le village comptait 286 habitants en 2002.

## Démographie
Lors du recensement de 2002, le village comptait :
- Macédoniens : 286